# Luktviol
Luktviol (Viola odorata) är en art i familjen violväxt som är ursprunglig i Europa, Medelhavsområdet och på  Azorerna och Madeira. I Sverige anses den vara inhemsk på Öland och på ett par ställen i Skåne, men den har förvildats och förekommer i naturen i hela södra och mellersta Sverige. De vildväxande luktviolerna har mindre blommor och blad och svagare lukt än de odlade. 
Luktviol kan växa soligt, men föredrar platser med halvskugga och fuktig mark.
Luktviolen innehåller en speciell sorts proteiner som kallas cyklotider som den använder som försvar mot angripande mikroorganismer som t.ex. larver och insekter. 

## Utbredning
Arten förekommer i stora delar av Europa förutom Island. Den nordligaste populationen företecknas i IUCN:s karta kring Umeå och i öst når luktviol fram till södra Finland, Estland, regionen kring Moskva och Cypern. Växten hittas i låglandet och i bergstrakter upp till 1500 meter över havet. Denna viol hittas i öppna skogar, galleriskogar, buskskogar och trädgårdar.

## Beskrivning
Luktviolen blir omkring 8 centimeter hög och sprider sig, förutom med frön, med rotslående utlöpare. Bladen är mörkgröna och njurformade med spets. Växten har sina lila, mer sällan vita, rosa eller gula blommor på långa skaft direkt från bladrosetten, så kallade enblommiga stänglar, ej bladig stjälk. En del blommor är dock kleistogama och mycket kortskaftade. Dessa utmärker sig genom att deras korta skaft kröker sig med fruktanlaget mot jorden, och deras frukt, som vanligen är violett, mognar invid marken, dold under rosettbladen i de täta bestånden eller till och med delvis nedgrävd i växtplatsens lösa eller något fuktiga mylla. De växter, som på detta sätt har två slags frukter, det ena slaget uppe i luften, det andra mer eller mindre nedsänkt i marken, kallas amfikarpa. Hos luktviolen är dock amfikarpien inte fullt tydlig, eftersom även de långskaftade blommornas frukter slutligen sänker sig till marken, där de långsamt öppnar sig och avlämnar sina frön. Fröna förs bort av myror, för vilka det tjocka, vitglänsande fröskaftet som innehåller en fet olja, fungerar som lockmedel.
Blomningen börjar redan under tidig vår, och blommorna är ca 12 mm i diameter.

## Luktviol i kulturen
Luktviol var känd redan under antiken, och användes inom medicinen. I grekisk mytologi fick violen sitt namn - io - efter prästinnan Io. I Romarriket kallades den Viola.

## Hot
Beståndet hotas i viss mån av betande djur och landskapsförändringar. Arten har en stor utbredning. Den listas av IUCN som livskraftig (LC).

## Systematik

### Varieteter
I centrala Frankrike förekommer varieteten gul luktviol (var. sulphurea (Cariot) Rouy & Foucard) som har gula blommor. Typvarieteten var. odorata har violetta, vita eller rosa blommor.

### Synonymer
Viola sarmentosa M. Bieb.
Viola hortensis Schur